# Žalhostice
Obec Žalhostice se nachází v okrese Litoměřice v Ústeckém kraji. Žije v ní 584 obyvatel.

## Historie
První písemná zmínka o obci pochází z roku 1319.

## Obyvatelstvo
|           | 1869 | 1880 | 1890 | 1900 | 1910 | 1921 | 1930 | 1950 | 1961 | 1970 | 1980 | 1991 | 2001 | 2011 |
| --------- | ---- | ---- | ---- | ---- | ---- | ---- | ---- | ---- | ---- | ---- | ---- | ---- | ---- | ---- |
| Obyvatelé | 247  | 298  | 332  | 502  | 719  | 861  | 928  | 709  | 752  | 685  | 557  | 487  | 474  | 527  |
| Domy      | 43   | 53   | 57   | 73   | 100  | 124  | 135  | 166  | 150  | 148  | 142  | 150  | 150  | 160  |

## Doprava
- Most Františka Chábery, západně od centra obce směrem na Lovosice
- Železniční stanice Žalhostice na trati č. 087 z Lovosic do Litoměřic. Na území obce se nachází i železniční stanice Velké Žernoseky na trati 072. Mezi oběma stanicemi vede jednokolejná spojka bez pravidelné osobní dopravy.